# Ɇ
Cette page contient des caractères spéciaux ou non latins. S’ils s’affichent mal (▯, ?, etc.), consultez la page d’aide Unicode.
Le E barré, Ɇ (minuscule : ɇ), est une lettre additionnelle latine utilisée dans l’écriture du chinantèque de Tlacoatzintepec, du chinantèque de Valle Nacional, du chinantèque d’Ojitlán, du chinantèque d’Usila, du jonaz, du matlatzinca, du mazahua, du tepehuan du Sud-Est et du tlahuica.

## Utilisation
Au XVIe siècle, le e barré est utilisé pour la graphie du e caduc en français dans La Briefue Doctrine de 1533, par Maurice Scève déjà en 1544, ou encore par Jacques Peletier du Mans en 1550. Il est également utilisé dans l’orthographe néerlandaise de Joos Lambrecht dans les années 1550.

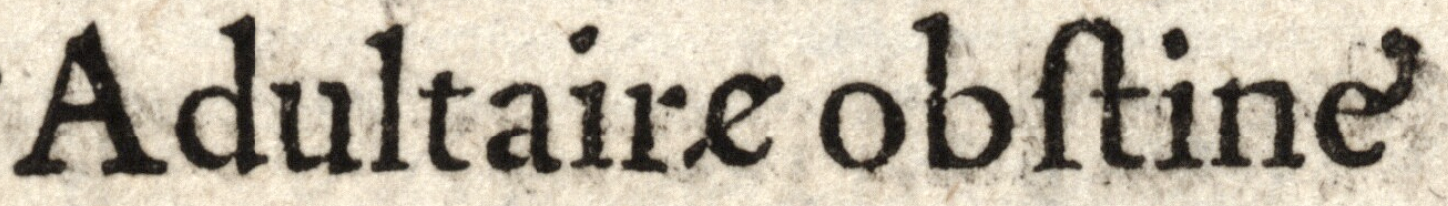
« Adultairɇ obſtine̛ », avec le e cornu, dans Scève 1544.
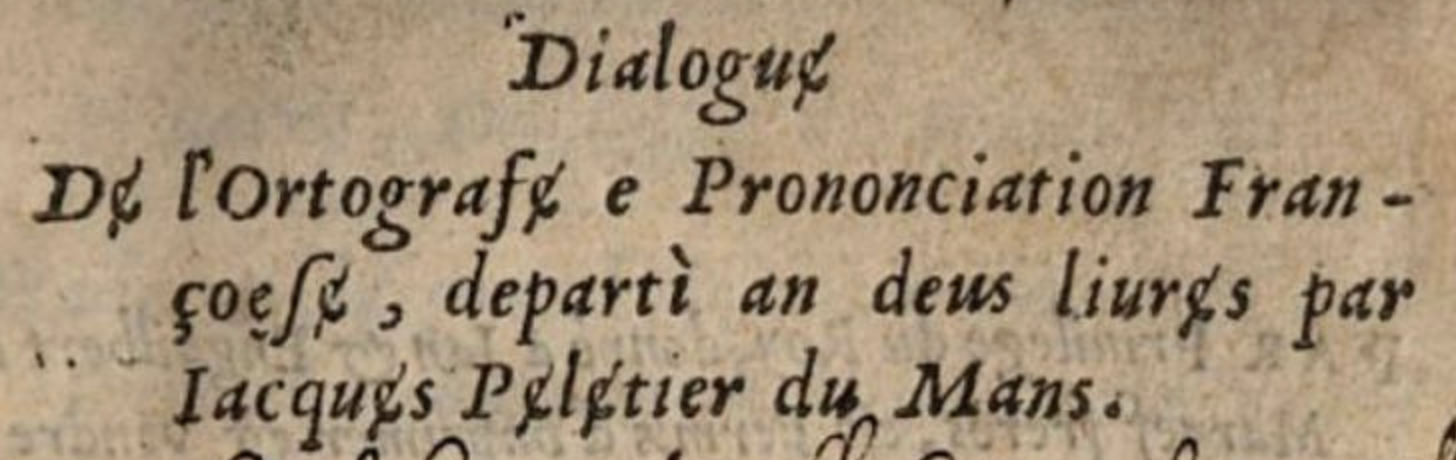
Titre de Peletier 1550.
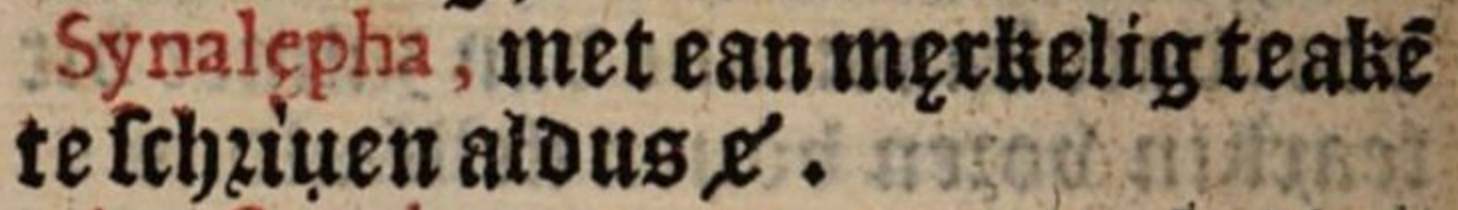
Description de la synalèphe représenté avec ‹ ɇ › dans Lambrecht 1550.

L’e barré diagonalement a été utilisé en moyen bas allemand,.
En tlahuica, dans l’alphabet de la sous-direction technique de la Dirección General de Educación Indígena de 1982 et sa révision par Elpidia Reynoso en 1998, l’e barré obliquement ‹ ɇ › est utilisé comme lettre pour représenter la voyelle moyenne centrale [ə].

## Représentations informatiques
Le E barré peut être représenté avec les caractères Unicode suivants :
| formes    | représentations | chaînes de caractères | points de code | descriptions                    |
| --------- | --------------- | --------------------- | -------------- | ------------------------------- |
| capitale  | Ɇ               | Ɇ                     | U+0246         | lettre majuscule latine e barré |
| minuscule | ɇ               | ɇ                     | U+0247         | lettre minuscule latine e barré |

## Sources
- Clément Marot, Epistre familiere de prier Dieu Aultre épistre familiere d'aymer chrestiennement. Item, Briefve doctrine pour deuement escripre selon la proprieté du langaige françoys, 1533 (lire en ligne)
- (es) Aprendamos a leer y escribir en el idioma chinanteco, Chinanteco de Tlacoatzintepec, México, D.F., Instituto Lingüístico de Verano, A.C., 2015, 3e éd. (lire en ligne)
- (es + cuc) Leo y escribo en mi lengua. Chinanteco Usila, Ɇɨ jnia saɨ ja̱u. Jau jm̱ kíéꞌ Jé Jeu Jeïꞌ, Mexico, Instituto Nacional para la Educación de los Adultos, INEA, coll. « MIBES » (no 3), 2012 (lire en ligne)
- (es + cvn) Escribo mi lengua. Chinanteco Valle Nacional, Sɇ̱n jne si kiäꞌ ja̲ɨ. Jɇ́g jmeï kiaꞌ dsa kɨꞌ, Mexico, Instituto Nacional para la Educación de los Adultos, INEA, coll. « MIBES » (no 7), 2016 (lire en ligne), p. 68
- (en) Susan Baddeley, « French orthography in the 16th century », dans Susan Baddeley et Anja Voeste, Orthographies in Early Modern Europe, De Gruyter Mouton, 2012 (DOI 10.26530/oapen_626372 , hdl 20.500.12657/45674), p. 97-126
- (da) Axel Christen Højberg Christensen, Studier over Lybæks kancellisprog fra c. 1300-1470, Kobenhavn, Universitetsbogtrykkeriet, 1918
- (es + chj) INEA, Escribo mi lengua. Chinanteco de Ojitlán, ꞌE sɨɨ̱ jújmi kiɨ͇. Jújmi kíꞌ tsa kö ꞌwɨ̱̈ɨ̈, Mexico, Instituto Nacional para la Educación de los Adultos, INEA, coll. « MIBES » (no 7), 2011 (lire en ligne)
- (nl) Joos Lambrecht, Nederlandsche spellijnghe, 1550 (lire en ligne)
- (de) August Lübben, Mittelniederdeutsche Grammatik, Leipzig, Weigel, 1882 (lire en ligne)
- (es) Martha C. Muntzel et Aileen Martínez, « El alfabeto práctico pjɇkakjo », Estudios de Cultura Otopame, vol. 9, no 01,‎ 2015, p. 375-387 (présentation en ligne, lire en ligne)
- Iacquɇs Pɇlɇtier du Mans (Jacques Peletier du Mans), Dialoguɇ dɇ l’orthografɇ e prononciation françoesɇ, Poitiers, Ian e Enguilbert dɇ Marnef (Jean et Enguilbert de Marnef), 1550 (lire en ligne)
- (en) Lorna A. Priest, Revised Proposal for Additional Latin Phonetic and Orthographic Characters (no L2/04-246R), 2004 (lire en ligne)
- Maurice Scève, Délie, obiect de plus haulte vertu, Lyon, Sulpice Sabon pour Antoine Constantin, 1544 (lire en ligne)
- Maurice Scève, Microcosme, Lyon, Jean de Tournes, 1562 (Gallica)